# L'Imposteur (film, 1915)
Pour les articles homonymes, voir L'Imposteur.
Pour plus de détails, voir Fiche technique et Distribution.
L'Imposteur (Ontmaskerd) est un film néerlandais muet réalisé par Mime Misu, sorti en 1915. 

## Fiche technique
- Titre français : L'Imposteur
- Titre original : Ontmaskerd
- Réalisation : Mime Misu
- Scénario : Mime Misu
- Producteur : Paul Davidson
- Sociétés de production : Filmfabriek Hollandia
- Pays d'origine :  Pays-Bas
- Longueur : 1 115 mètres
- Format : Noir et blanc - Muet
- Dates de sortie : 
  -  Pays-Bas : 24 septembre 1915

## Distribution
- Annie Bos
- Jack Hamel
- Johannes Langenaken
- Emmy Arbous
- Coen Hissink
- John Timrott
- Jan van Dommelen
- Eugenie Krix
- Jan Holtrop
- Rienk Brouwer
- Carl Kuehn
- Alex Benno
- M.F. Heemskerk
- Ernst Leijden